# Derian Reinders
Derian Reinders (Hardenberg, 30 januari 1996) is een Nederlands voetballer die als aanvaller voor Excelsior '31 speelt.

## Carrière
Reinders maakte zijn debuut in het betaald voetbal op 22 april 2016, in de met 1-0 verloren uitwedstrijd tegen VVV-Venlo. Hij viel na 84 minuten in voor Rick ten Voorde. In de tweede helft van het seizoen 2016/17 werd hij verhuurd aan HHC Hardenberg, uitkomend in de Tweede divisie. Aan het begin van het seizoen 2017/18 maakte Reinders definitief de overstap naar HHC, waar hij tot 2019 speelde. Hierna vertrok hij naar Excelsior '31.

## Carrièrestatistieken
| Seizoen | Club                    | Land               | Competitie     | Niveau | Competitie | Competitie | Beker | Beker | Totaal | Totaal |
| Seizoen | Club                    | Land               | Competitie     | Niveau | Wed.       | Dlp.       | Wed.  | Dlp.  | Wed.   | Dlp.   |
| ------- | ----------------------- | ------------------ | -------------- | ------ | ---------- | ---------- | ----- | ----- | ------ | ------ |
| 2015/16 | FC Emmen                | Vlag van Nederland | Eerste divisie | II     | 1          | 0          | 0     | 0     | 1      | 0      |
| 2016/17 | FC Emmen                | Vlag van Nederland | Eerste divisie | II     | 0          | 0          | 0     | 0     | 0      | 0      |
| 2016/17 | → HHC Hardenberg (huur) | Vlag van Nederland | Tweede divisie | III    | 14         | 5          | 0     | 0     | 14     | 5      |
| 2017/18 | HHC Hardenberg          | Vlag van Nederland | Tweede divisie | III    | 27         | 4          | 2     | 0     | 29     | 4      |
| 2018/19 | HHC Hardenberg          | Vlag van Nederland | Tweede divisie | III    | 15         | 4          | 1     | 0     | 16     | 4      |
| Totaal  | Totaal                  | Totaal             | Totaal         | Totaal | 57         | 13         | 3     | 0     | 60     | 13     |